# Contea di Gogebic
La contea di Gogebic, in inglese Gogebic County, è una contea dello Stato del Michigan, negli Stati Uniti. La popolazione al censimento del 2000 era di 17 370 abitanti. Il capoluogo di contea è Bessemer.